# Třída Aetos
Třída Aetos byla třída torpédoborců řeckého námořnictva. Celkem byly postaveny čtyři jednotky této třídy. Původně byly objednány pro argentinské námořnictvo, které je nepřevzalo a poté byly prodány Řecku. Ve službě byly v letech 1912–1946. Od prosince 1916 do prosince 1918 byly tři jednotky obsazeny a do konce první světové války byly provozovány francouzským námořnictvem. V případě čtvrté jednotky Panthir tomu zabránily problémy s pohonným systémem. Ve 20. letech všechny torpédoborce prošly modernizací. Za druhé světové války byl Leon potopen německým letectvem. Jeho sesterská plavidla z Řecka unikla po modernizaci výzbroje sloužila do druhé poloviny roku 1943 v britském Středomořském loďstvu. Poté byla uložena v rezervě a roku 1946 sešrotována.

## Stavba
Stavbu čtyři torpédoborců této třídy roku 1909 objednalo argentinské námořnictvo u britské loděnice Cammell Laird v Birkenheadu. Na svou dobu se vyznačovaly velmi silnou výzbrojí. Již hotová plavidla však země odmítla převzít. Dne 12. září 1912 torpédoborce zakoupilo Řecko za 592 000 £. Do služby byly přijaty roku 1912.
Jednotky třídy Aetos:
| Jméno                | Zahájení stavby | Spuštění na vodu  | Zařazena do služby | Status |
| -------------------- | --------------- | ----------------- | ------------------ | --- |
| Aetos (ex San Luis)  | 1910            | 2. února 1911     | září 1912          | V prosinci 1916 obsazen Francií, provozován pod francouzskou vlajkou, vrácen v prosinci 1918. Sešrortován 1946. |
| Ierax (ex Santa Fé)  | 1910            | 15. března 1911   | září 1912          | V prosinci 1916 obsazen Francií, provozován pod francouzskou vlajkou, vrácen v prosinci 1918. Sešrortován 1946. |
| Leon (ex Santiago)   | 1910            | 15. července 1911 | září 1912          | V prosinci 1916 obsazen Francií, provozován pod francouzskou vlajkou, vrácen v prosinci 1918. Dne 17. dubna 1941 při srážce s eskortovaným plavidlem SS Ardenna (původně šalupa třída Azalea) a následným výbuchem vlastních hlubinných pum ztratil záď. Torpédoborec byl odvlečen ke Krétě, kde jej 15. května 1941 v zátoce Suda potopilo německé letectvo. |
| Panthir (ex Tucumán) | 1910            | 26. dubna 1911    | září 1912          | Sešrotován 1946. |

## Konstrukce

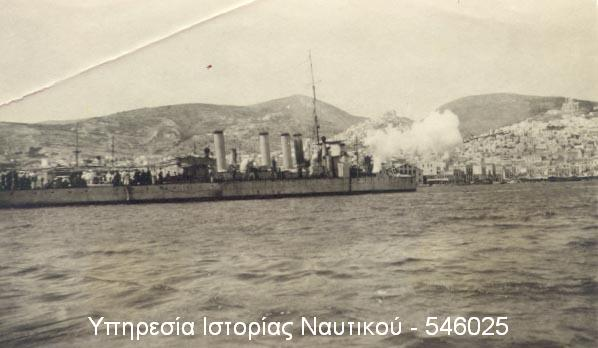
Leon

Hlavní výzbroj představovaly čtyři 102mm/50 kanóny Armstrong P a čtyři jednohlavňové 533mm torpédomety. Pohonný systém tvořilo pět kotlů White Foster a dvě parní turbíny Parsons o výkonu 22 000 hp, pohánějící dva lodní šrouby. Měly pět komínů. Nejvyšší rychlost dosahovala 32 uzlů. Dosah 3000 námořních mil při rychlosti deset uzlů.

### Modernizace
Roku 1917 byla výzbroj torpédoborců Aetos, Ierax a Leon posílena o jeden protiletadlový 57mm kanón Hotchkiss.
V letech 1924–1925 všechny torpédoborce prošly modernizací v britské loděnici J. Samuel White. Nová, dozadu posunutá nástavba a dva komíny, jim dávaly poměrně moderní vzhled. Instalovány byly čtyři nové kotle Yarrow, spalující topný olej. Neseno ho bylo 260 tun. Přední kotelna byla zrušena. 57mm kanón byl odstraněn. Původní jednohlavňové torpédomety nahradily dva trojiné 533mm torpédomety.
Ve 30. letech instalovány dva protiletadlové 40mm/39 kanón QF Mk.II, V letech 1937–1938 torpédoborce dostaly druhý pár těchto kanónů a navíc dva vrhače hlubinných pum. Torpédoborce Aetos a Panthir byly navíc vybaveny pro nesení čtyřiceti námořních min.
Za druhé světové války Aetos, Ierax a Panthir unikly z okupovaného Řecka a připojily se ke Spojencům. Všechny byly modernizovány. Například oba 102mm kanóny na zádi uvonily místo protiponorkové výzbroji a jeden z torpédometů byl nahrazen 76mm protiletadlovým kanónem. Novou výzbroj tvořily dva 102mm kanóny, jeden 76mm kanón, tři 20mm kanóny Oerlikon, jeden trojhlavňový 533mm torpédomet, šest vrhačů a dva spouštěče hlubinných pum. Vybaveny byly sonarem typu 123A.